# Hydromys
A Hydromys az emlősök (Mammalia) osztályának a rágcsálók (Rodentia) rendjébe, ezen belül az egérfélék (Muridae) családjába tartozó nem.

## Rendszerezés
A nembe az alábbi 4 faj tartozik:
- sárgahasú úszópatkány (Hydromys chrysogaster) E. Geoffroy, 1804 – típusfaj
- Hydromys hussoni Musser & Piik, 1982
- Hydromys neobritannicus Tate & Archbold, 1935 - korábban a Hydromys chrysogaster-nak tekintették
- Hydromys ziegleri Helgen, 2005